# Nicolaas Kuiper
Nicolaas Hendrik Kuiper (Rotterdam, 28 giugno 1920 – Heteren, 12 dicembre 1994) è stato un matematico olandese, conosciuto per il test di Kuiper e il teorema di Kuiper.